# 大西洋常春藤
大西洋常春藤（學名：Hedera hibernica）是常春藤屬下的一種植物，原産於歐洲的大西洋沿岸。是一種常見的園藝植物，獲得皇家園藝學會優秀園藝獎（Award of Garden Merit）。和同屬的常春藤一樣，大西洋常春藤入侵了北美洲，在西北太平洋地區約有83%的常春藤屬植物都是大西洋常春藤。